# 고정훈 (정치인)
고정훈(高貞勳, 1920년 4월 22일~1988년 11월 25일)은 대한민국의 군인, 정치인이다. 제11대 국회의원을 지냈다.

## 생애
본관은 제주(濟州)이며, 평안남도 진남포에서 출생하였다.
그는 일제강점기 말기였던 1943년 중화민국 본토에서 대한광복군에 소위로 입대하였고, 1945년 중위 신분으로 8·15 광복을 맞게 되었다. 이후 1948년 대한민국 육군사관학교 7기(특7기)로써 대한민국 육군 대위로 임관하였고, 송호성 육군총사령관의 특별보좌관· 이응준 육군참모총장의 특별보좌관· 신성모 국방부 장관의 특별보좌관· 육군본부 정보국 정보과장· 육군본부 정보국 차장 등을 지냈다.
1950년 3월 20일을 기하여 육군 중령 예편한 후에는 조선일보 논설위원(1952년 퇴임)과 진보당 초급행정위원· 진보당 선전간사· 민주혁신당 선전국장· 구국청년당 총재· 신민당 전임위원· 민주사회당 총재· 민주사회당 국회의원· 신정사회당 국회의원· 신정사회당 총재를 지냈다.

## 학력
- 1939년 일본 아오야마 중학교(靑山中學校) 졸업
- 1943년 만주국 베이만 대학교(北滿大學校) 노어노문학과 학사
- 1948년 대한민국 육군사관학교 7기
- 1949년 대한민국 국방부 보병학교 1기
- 1956년 대한민국 국방대학교 행정학사 1기

### 명예 학사 학위
- 1954년 일본 아오야마 가쿠인 대학교 철학과 명예 학사(1954년 2월)

## 역대 선거 결과
|  | 29.70% |

|  | 9.90% |